# 晋城县 (西魏)
晋城县，中国古县名。
西魏时，以西国县改名，治所在今四川省南部县西北。隋朝开皇三年（583年），治所西移。唐朝武德四年（621年），改为晋安县。